# UFC on Fox: Lawler vs. dos Anjos
UFC on Fox: Lawler vs. dos Anjos (também conhecido como UFC on Fox 26) foi um evento de artes marciais mistas (MMA) produzido pelo Ultimate Fighting Championship, realizado no dia 16 de dezembro 2017, na Bell MTS Place, em Winnipeg, Canadá.

## Background
O evento foi o segundo que a promoção recebeu em Winnipeg, após o UFC 161, em junho de 2013.
O evento foi encabeçado por uma luta no peso-meio-médio, entre o ex-Campeão Peso-Meio-Médio do UFC, Robbie Lawler, e o ex-Campeão Peso-Leve do UFC, Rafael dos Anjos. No dia 13 de outubro, o presidente do UFC, Dana White, anunciou que o vencedor da luta principal receberá uma chance pelo título, contra o atual campeão, Tyron Woodley, que ganhou o cinturão ao vencer Lawler por nocaute no primeiro round, no UFC 201.

## Card Oficial
Nota 1 Pelo desafiante n° 1 ao Cinturão Meio-Médio do UFC.

## Bônus da Noite
Os lutadores receberam $50.000 de bônus
- Luta da Noite:  Julian Marquez vs.  Darren Stewart
- Performance da Noite:  Nordine Taleb e  Alessio Di Chirico